# Tyrolit
Tyrolit je minerál patřící do skupiny arsenátů. Jeho typovou lokalitou je tyrolská spolková země Rakouska, v níž byl roku 1845 objeven a podle ní také pojmenován. Je charakteristický svou tyrkysově modrou barvou a perleťovým leskem.

## Vznik
Jedná se o sekundární minerál, vzniklý zvětráváním měděných ložisek bohatých na arsen. V něm obsažená uhličitanová (CO 2−
3 ) skupina zřejmě koreluje s jeho vápencovým podkladem, na kterém se ve většině nalezených vzorků vyskytuje. Dojde-li však k nahrazení karbonátové skupiny síranem, vzniká jiný minerál velice mu chemicky podobný, totiž tangdanit.

## Vlastnosti
- Fyzikální vlastnosti: Tvrdost 1,5 – 2, Velice křehký a měkký minerál. hustota 3,2 g/cm³, štěpnost dokonalá dle {001}, lom nezřetelný.
- Optické vlastnosti: Barva je tyrkysově modrá až modrozelená. Lesk perleťový, průhlednost: průsvitný, vryp bledě modrý.
- Chemické vlastnosti: Složení: Ca 4,60 %, Cu 36,45 %, As 17,19 %, C 1,38 %, H 1,85 %, O 38,54 %, rozpouští se slabě v kyselině chlorovodíkové a výborně se rozpouští v amoniaku.

## Podobné minerály
Může být zaměněn za jemu podobný theisit nebo clarait.

## Využití
Jedná se o sběratelskou raritu, dnes již velmi vzácný a velmi ceněný minerál.

## Výskyt
- Tintic District (Utah, USA)
- Běloves (Náchod)[1]
- Poniky, Banská Bystrica, (Slovensko)
- Falkenstein, Schwaz (Tyrolsko, Rakousko)